# Saint-Sulpice (Savoia)
Saint-Sulpice è un comune francese di 749 abitanti situato nel dipartimento della Savoia nella regione dell'Alvernia-Rodano-Alpi.

## Società

### Evoluzione demografica
Abitanti censiti